# گریگور بالاسانیان (نثرنویس)

گریگور گریگوری بالاسانیان (ارمنی: Գրիգոր Գրիգորի Բալասանյան؛  زادهٔ ۱۵ سپتامبر ۱۹۱۹ - درگذشته ۲۴ مهٔ ۲۰۰۳)مترجم، نثرنویس و ویراستار اهل ارمنستان بود.

## زندگی‌نامه
وی در ۱۵ سپتامبر ۱۹۱۹ در چای‌کند (داش‌کسن) به دنیا آمد و از دانشگاه دولتی علوم پرورشی خاچاطور آبوویان ارمنستان (۱۹۴۷) فارغ‌التحصیل گشت. وی عضو تحادیه نویسندگان اتحاد شوروی بود. همچنین برندهٔ جوایزی همچون نشان جنگ میهنی (درجه دو), نشان ستاره سرخ, نشان پرچم سرخ و چهره فرهنگی شایسته ارمنستان شوروی شده‌است. وی در ۲۴ مهٔ ۲۰۰۳ در سن ۸۳ سالگی در ایروان درگذشت.